# Hans Jürg Domenig
Hans Jürg Domenig (Tamins, 24 agosto 1964) è un imprenditore, scrittore e pioniere del franchising svizzero.

## Biografia
Figlio di Hans Domenig e pronipote di Gaudenz Issler, Hans Jürg Domenig  ricevette l'istruzione primaria a Davos e Coira. Dopo essersi formato come assistente pubblicitario e uomo d'affari presso la Schweizerische Alpine Mittelschule (SAMD, lett. Scuola media alpina) di Davos e Bienne, istituto che riunisce insieme una scuola superiore, una business school e un collegio, creò per l'azienda ACR un sistema di franchising operativo in tutta Europa. 
Nel 1990 fondò la propria società, la ANSATZ Advertising & Labeling, con oltre 100 partner nel franchising in Germania, Austria e Svizzera. Dopo aver organizzato la fiera del franchising al Technopark di Zurigo, ideò e realizzò una piattaforma informatica per i franchisor svizzeri. Nel 2002 iniziò a restaurare monumenti in stretto coordinamento con il Dipartimento per la protezione dei monumenti, come l'Engelburg del 1577, un edificio fieristico a Bad Zurzach e il Castello di Thayngen risalente al 1604. In qualità di consulente esperto  dell'Associazione svizzera di categoria per la vendita di aziende, dirige anche l'ANSATZ Firmen-Nachfolge-Verkauf, che organizza la ricerca di successori economicamente rilevanti per le Piccole e medie imprese. Nel 2024, Domenig fu eletto presidente dell'Associazione svizzera per la successione aziendale (CHDU).
Oltre alla sua attività di imprenditore e membro del consiglio di amministrazione, Domenig offre consulenza per sistemi di franchising in fase di avvio ed espansione.

## Pubblicazioni
- Die 7 Stufen zum erfolgreichen Unternehmer. Deutsche Nationalbibliothek: ISBN
- Eine eigene Werbeagentur besitzen: Handbuch für die Existenzgründung einer Ansatz-Werbeagentur für klein- und mittelständische Unternehmen. Deutsche Nationalbibliothek: ISBN
- Einen Nachfolger finden statt liquidieren Sito web Gewerbzeitung